# Both család (bajnai)
A bajnai Both család egy eredetileg Ung vármegyei mára kihalt nemesi család, amely I. Mátyás magyar király uralkodása alatt felemelkedett és jómódú földbirtokossá vált Szlavóniában, Zala, Somogy-, valamint Baranya megyében a 15. században.

## A család története
A bajnai Both családot legelőbb Mátyás és II. Ulászló király korában látjuk felemelkedni. A bothfalvi Both családdal közös eredete volt. A Both család az ország keleti felén található, a 13. század elején még lakatlan tornai királyi erdőuradalomból származott, ahol a névadó ősnek, Tornai Gothard fiának, Budnak és testvérének 1285-ben IV. László magyar király egy birtokot adományozott. Később Bud Aba Amádé szolgálatába állt, és pártfogója kérésére 1310-ben megkapta Károly Róberttől az Ung megyei Panatarnóca várföldet, amelyet később róla Bud-, azaz Botfalvának neveztek el.
Bud utódai több családot alapítottak, egyik leszármazottjuk, bajnai Both István (fl. 1450–1479), királyi ember a szintén Ung megyei nagybirtokos család egyik tagjának, Pálóczi György esztergomi érseknek a familiárisa volt. Néhány év múlva Pálóczi Györgyöt Zsigmond magyar király esztergomi érsekké nevezte ki, és jelentős Esztergom megyei birtokokat adományozott neki. Both István tehát valószínűleg ekkor, 1422 és 1431 között érkezett megyénkbe, és hűsége jutalmául kapta meg az Esztergom vármegyei Bajna nevű földbirtokot. A mintegy száz jobbággyal rendelkező kisnemesi családnak ekkor már címere is volt, amelyben nyíllal átlőtt kar látható, elvágott tövén korona, felette pedig csillag ragyog. A bajnai Both család első említése 1450-ből való, amikor István királyi emberként szerepelt egy birtokperben. 1451-ben ugyanez az István törvénytelenül elfoglalta Csomaszombathi Mihály kiskorú fia, László birtokait, ezért perbe idézték. 1455-ben ismét királyi emberként szerepelt. 1479-ben István a Hont megyei Perőcsény birtokát szerezte meg. Both István királyi embernek négy fiúgyermeke ismert, akik külön ágat alapítottak: András, János, Ambrus és Imre.

### András ága
Both István királyi embernek a fia, bajnai Both András (fl. 1479–1510), Dalmát Horvát és Tótország bánja 1482-ben, majd 1504 és 1507 között, és végül 1510-ben, Ung és Zemplén vármegyék főispánja, földbirtokos. Both András fiatal korában Mátyás magyar király fekete seregnek az egyik hadvezére volt. Az 1474-ben zajlott fiumei csatában győzelmet aratott. 1487-ben Ung és Zemplén vármegyék főispánja, 1489-ben Zágráb város kormányzója, Zengg városi kapitány. Mátyás király halála után majd II. Ulászló magyar király oldalára állt.
Both Andrásnak az első neje, Dóczi Margit (fl. 1492), akitől született két lánya Both Katalin (fl. 1492) és Both Orsolya (fl. 1492–1512), akinek a férje beregszói Hagymássy Miklós (fl. 1435–1476), világosári várnagy, földbirtokos volt. Első neje halála után feleségül vette körösszegi Csáky Anna (fl. 1504–1520) asszonyt, akinek a szülei Csáky Benedek és Rozgonyi Apollónia voltak. Fivére Csáky Miklós csanádi püspök volt. A második frigyéből nem maradt ismert gyermek. Két lányában kihalt az ő ága.

### János ága

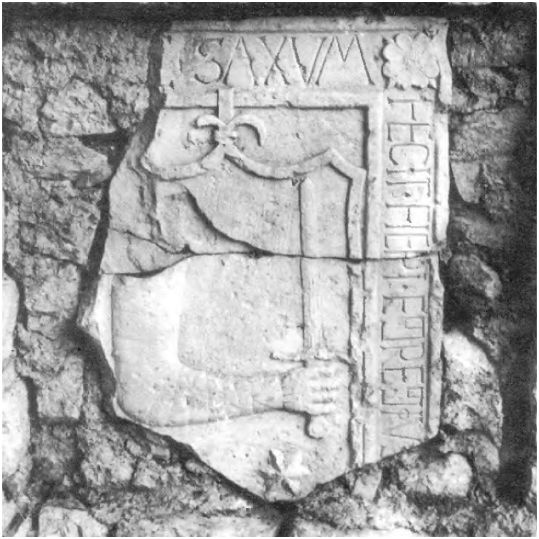
A bajnai Both család címere; a mára elpusztult Nagykanizsa melletti botszentgyörgyi vár díszítése.

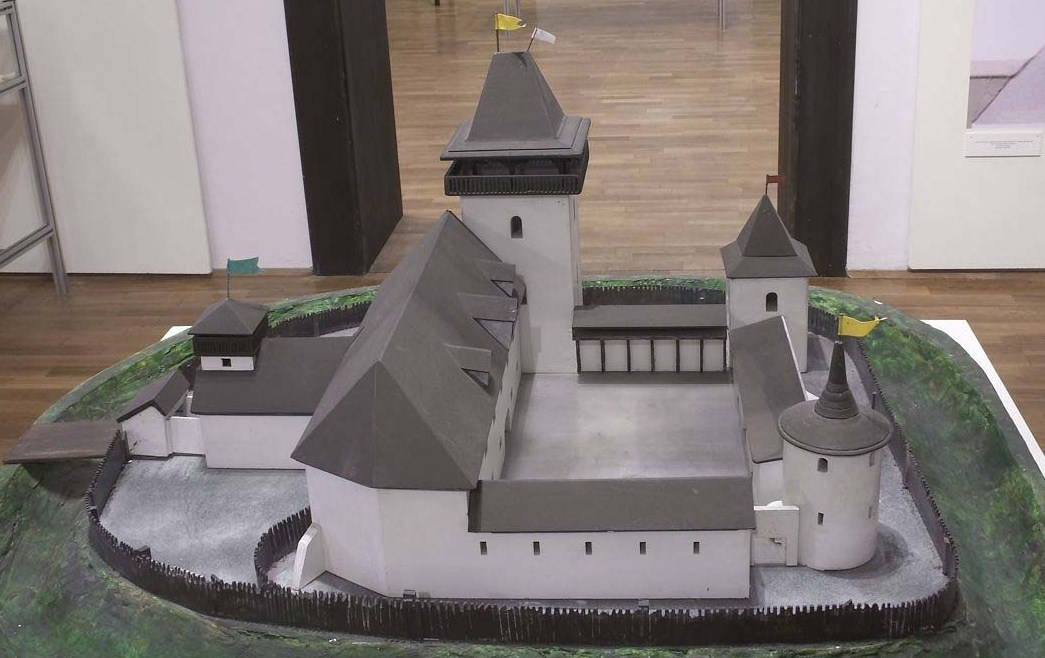
A mára elpusztult Nagykanizsa melletti Botszentgyörgy várának a makettje.

Both István királyi embernek a fia, bajnai Both János (fl. 1481–1492), Dalmát Horvát és Tótország bánja, földbirtokos. Both János feleségül vette eszéni és polyánkai Csapy Apolónia (fl. 1492–1500) kisasszonyt, akinek az szülei eszéni és polyánkai Csapy András (fl. 1441–1468), Zala vármegye alispánja, szentgyörgy várának a kapitánya, földbirtokos és rajki Rajky Ilona (fl. 1456–1468) voltak. A 15. század végén a Nagykanizsa melletti Botszentgyöngy Csapy Apollónia hozományaként került bajnai Both János birtokába. A Mátyás király alatt felemelkedő új főnemességhez tartozó Both testvérek 1480 őszén kaptak erődített kastély építésére engedélyt a királytól, bár akkor még nem döntötték el, somogyi vagy zalai birtokaikon építsenek castellumot. Az építkezés 1481-ben már folyt, amit egy fennmaradt oklevélből tudunk: Both János és András fát vitettek az épülő kastélyukhoz. Both János Mátyás király követe Törökországban, akinek emlékét Gergely nevű szolgája örökítette meg az ún. Paksy-kódexben, „Both János gyászéneke” címen. Költészetünk e legrégibb emlékeinek, egyikét Döbrentei Gábor fedezte fel. Both János Dalmát Horvát és Tótország bánjaként szolgált 1493-ban Derencsényi Imre mellett. 1493-ban Brinje vár védelmében az ellenség golyója által veszti életét.
Both János és Csapy Apollónia frigyéből született ifjabb Both János (fl. 1492–1521), nándorfehérvári kapitány, földbirtokos. Ifjabb Both János nándorfehérvári kapitánynak a hitvese alsólendvai Bánffy Margit (fl. 1492-1497), akinek a szülei alsólendvai Bánffy Miklós (fl. 1453 †1501), ajtónállómestere, és herceg Sagan Margit (fl. 1484–1502) voltak. Both János és Bánffy Margit házasságából két leány- és egy fiúgyermek született: Orsolya, Gábor és Katalin. A három gyermek után nem maradtak ismert leszármazottak.
Both János és Csapy Apollónia fia, bajnai Both Ferenc (fl. 1492–1526), Szlavónia adószedője, hadvezér, földbirtokos. Feleségül vette a nemesi származású németújvári Batthyány családnak a sarját, németújvári Batthyány Ágnes (fl. 1508–1526) kisasszonyt, akinek a szülei németújvári Batthyány Boldizsár (fl. 1452-1520), alországbíró és Grebeni Herman fia László alnádor lánya, Ilona voltak. Bajnai Both Ferencné németújvári Batthyány Ágnesnek a fivére Batthyány Ferenc (1497–1566) horvát bán, nagybirtokos volt.
Bajnai Both Ferenc Szlavónia adószedője és németújvári Batthyány Ágnes házasságából született két leány- és egy fiúgyermek: bajnai Both Katalin (fl. 1509–†1526), bajnai Both Dorottya (fl. 1563), akinek a férje nebojszai Balogh Ferenc (fl. 1552–1563) semptei várnagy, valamint bajnai Both György (fl. 1508–†1552), zalai földbirtokos, aki 1542-ben Zala vármegye adószedője (dicator) volt. A török korszak alatt a család anyagi helyzete enyhén romlott a Mátyás kori Both testvérekéhez képest, azonban bajnai Both György 1549-re mégmindig a 10 legmódosabb zalai földbirtokos között szerepelt az összeírásokon: 17 helységet, és azon belül 104 portát birtokolt. Both György feleségül vett egy jómódú zalai nemesi családnak a sarját, háshágyi Háshágyi Borbála (fl. 1561) kisasszonyt, akinek a szülei Háshágyi Dénes (fl. 1483–1536), a nagykanizsai várnagy, zalai országgyűlési követ, földbirtokos és kányaföldi Kerecheny Katalin (fl. 1538–1545) lánya. Both Györgynek két lány- és egy fiúgyermeke született: bajnai Both Gáspár (fl. 1560–1564), földbirtokos; bajnai Both Erzsébet (†1602), akinek az első férje Karnicsaczy Horváth Márk Szigetvár várkapitánya, végvári vitéz, majd a második férje báró Istvánffy Miklós (1558–1615) alnádor lett; valamint bajnai Both Margit (fl. 1561–1573), akinek a férje pákosi Paksy Jób, a Tokaj királyi várának kapitánya. Paksy Jób tokaji várkapitánynak a szülei pákosi Paksy Pál (fl. 1486–1520), földbirtokos, valamint beregszói Hagymássy Jusztina (fl. 1520) voltak; az apai nagyszülei pákosi Paksy Lajos (fl. 1479-1489), diósgyőri várnagy, földbirtokos és parlagi Parlaghy Lúcia (fl. 1495–1521) voltak.
Bajnai Both Györgynek a három lányában kihalt az ő ága a családnak és a leányági leszármazottak örökölték a földbirtokállományát; a Paksy család nagy részben részesült az örökösödében, az egyik lánya Paksy Jóbnak és bajnai Both Margitnak Paksy Katalin (fl. 1599), akinek a férje osztopáni Perneszy János (fl. 1577–†1606), Zala vármegye alispánja, országgyűlési követ, kanizsai lovaskapitány, zalalövői véghely főkapitánya, földbirtokos volt.

## A bajnai Both család jelentősebb tagjai
- Bajnai Both András (fl. 1479–1510), Dalmát Horvát és Tótország bánja ( 1482 ; 1504–1507 ; 1510–† 1511). Both István fia. Bajnai Both János fivére, Csapy Apollónia sógora.
- Bajnai Both János (fl. 1481–†1493), Illíria kormányzója, Horvát és Tótország bánja. Both István fia. Felesége Csapy Apollónia, Csapy Tamás fia András szentgyörgyi várnagy (1441 és 1448 között)[11][12] és Rajky Ilona lánya.
- Bajnai Both János († 1521. aug.), horvát vicebán, 1521-ben nándorfehérvári vicebán lett, a vár védelmében esett el. Nándorfehérvár vitéz oltalmazója, akit a törökök, amikor maroknyi seregével elvonult, lemészároltak. Felesége: az alsólendvai Bánffy családnak a sarja, alsólendvai Bánffy Margit.
- Bajnai Both Ferenc († 1526), Szlavónia adószedője, hadvezér, földbirtokos. Neje: németújvári Batthyány Ágnes (fl. 1508–1526), akinek a szülei németújvári Batthyány Boldizsár (fl. 1452-1520), alországbíró és Grebeni Hermanfi László alnádornak a lánya, Ilona (fl. 1480–1505).[13]
- Bajnai Both György (fl. 1508–†1552), zalai földbirtokos.[14] Felesége: háshágyi Háshágyi Borbála (fl. 1561).[8]

## A család címere
A pajzson kék mezőben nyíllal átlőtt páncélőskar látható, elvágott tövén aranykorona, felette pedig ezüst csillag és félhold ragyog.